# Національний університет «Острозька академія»
50°19′42″ пн. ш. 26°30′46″ сх. д. / 50.32833° пн. ш. 26.51278° сх. д.
Націона́льний університе́т «Остро́зька акаде́мія» — національний університет в м. Острог, Рівненської області. З 2009 до 2014 року мав статус автономного дослідницького університету. Діє в приміщеннях колишнього монастиря капуцинів (1775—1832 рр.) та жіночого училища ім. графа Дмитра Блудова (1865—1922 рр.) — староакадемічний корпус, а також у відкритому в 2019 році новоакадемічному корпусі.

## Історія

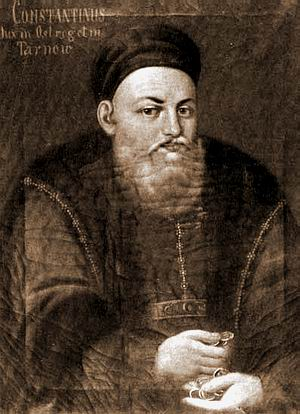
Василь-Костянтин Острозький

Острозька слов'яно-греко-латинська школа (академія) — найстаріша українська науково-освітня установа. Заснована у 1576 році князем Костянтином-Василем Острозьким у своєму родовому місті Острозі. Велику суму коштів на розбудову академії надала його племінниця — княжна Гальшка Острозька (6000 коп.). 7 лютого 1577 р. — перша згадка про школу в передмові до книги Пйотра Скарги «Про єдність Церкви Божої». В основу діяльності Острозької академії було покладено традиційне для середньовічної Європи вивчення семи вільних наук (граматики, риторики, діалектики, арифметики, геометрії, музики, астрономії), а також вищих наук: філософії, богослів'я, медицини. Студенти Острозької академії опановували п'ять мов: слов'янську, польську, давньоєврейську, грецьку, латинську. Першим ректором школи був письменник Г. Смотрицький, викладачами — видатні тогочасні українські та зарубіжні педагоги-вчені, такі як Дем'ян Наливайко, Христофор Філалет, Василь Суразький, Іван Лятос, Кирило Лукаріс, Клірик Острозький та педагоги із Краківського та Падуанського університетів. О. Ш. мала великий вплив на розвиток педагогічної думки та організацію шкільництва в Україні: за її зразком діяли пізніші братські школи у Львові, Луцьку, Володимирі. Вихованцями школи були: відомий учений і письменник Мелетій Смотрицький, гетьман Петро Сагайдачний, архімандрит Києво-Печерської лаври Єлисей Плетенецький та ін. видатні церковні і культурні діячі. Із заснуванням у 1624 р. в Острозі єзуїтської колегії Острозька школа занепала і в 1636 (або 1640) р. припинила своє існування. Будівля Академії не збереглась, нині на її місці (також друкарні Івана Федоровича) є парк.

## Сучасність

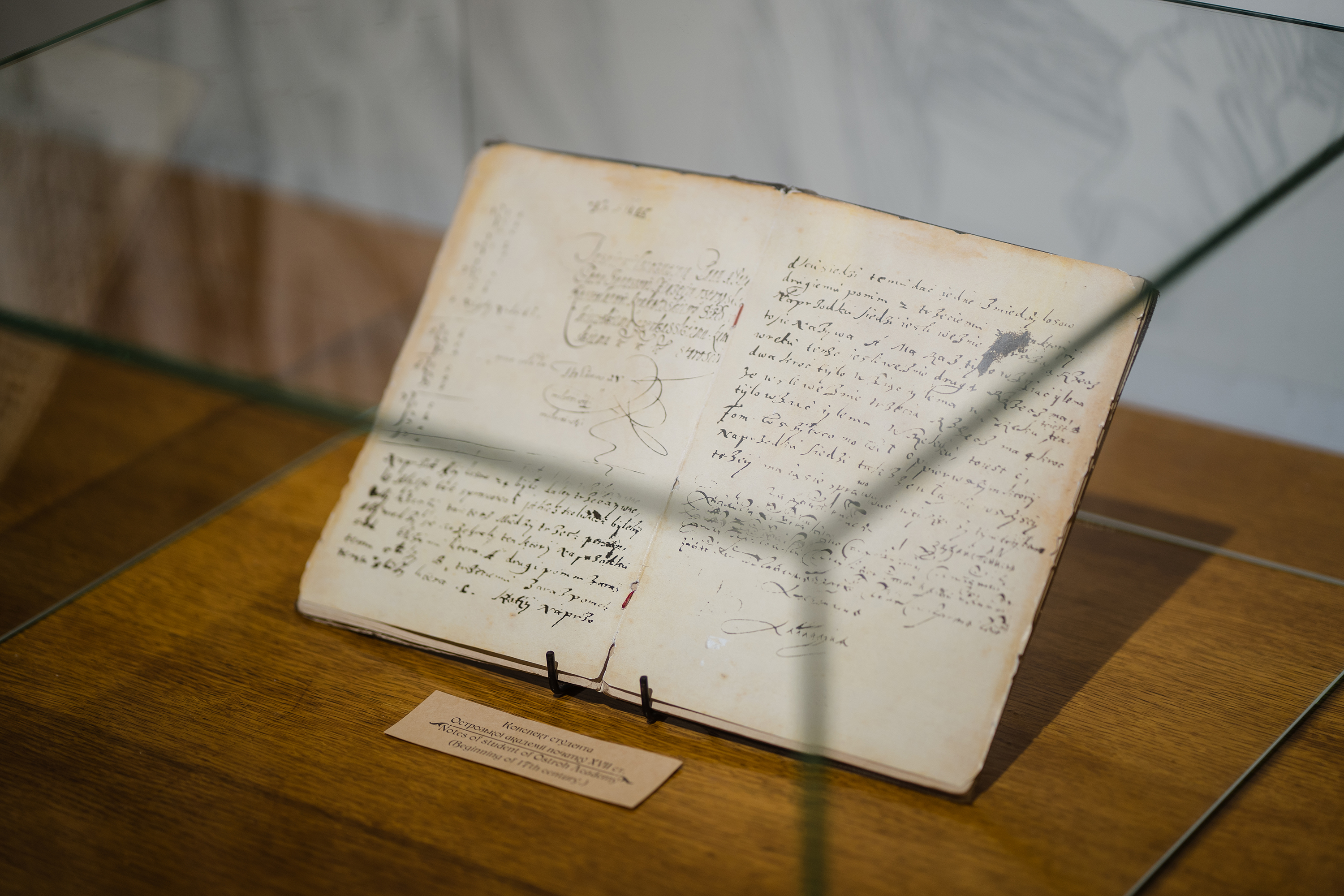
Копія конспекту студента Острозької академії з поч. XVII ст у музеї історії Острозької академії

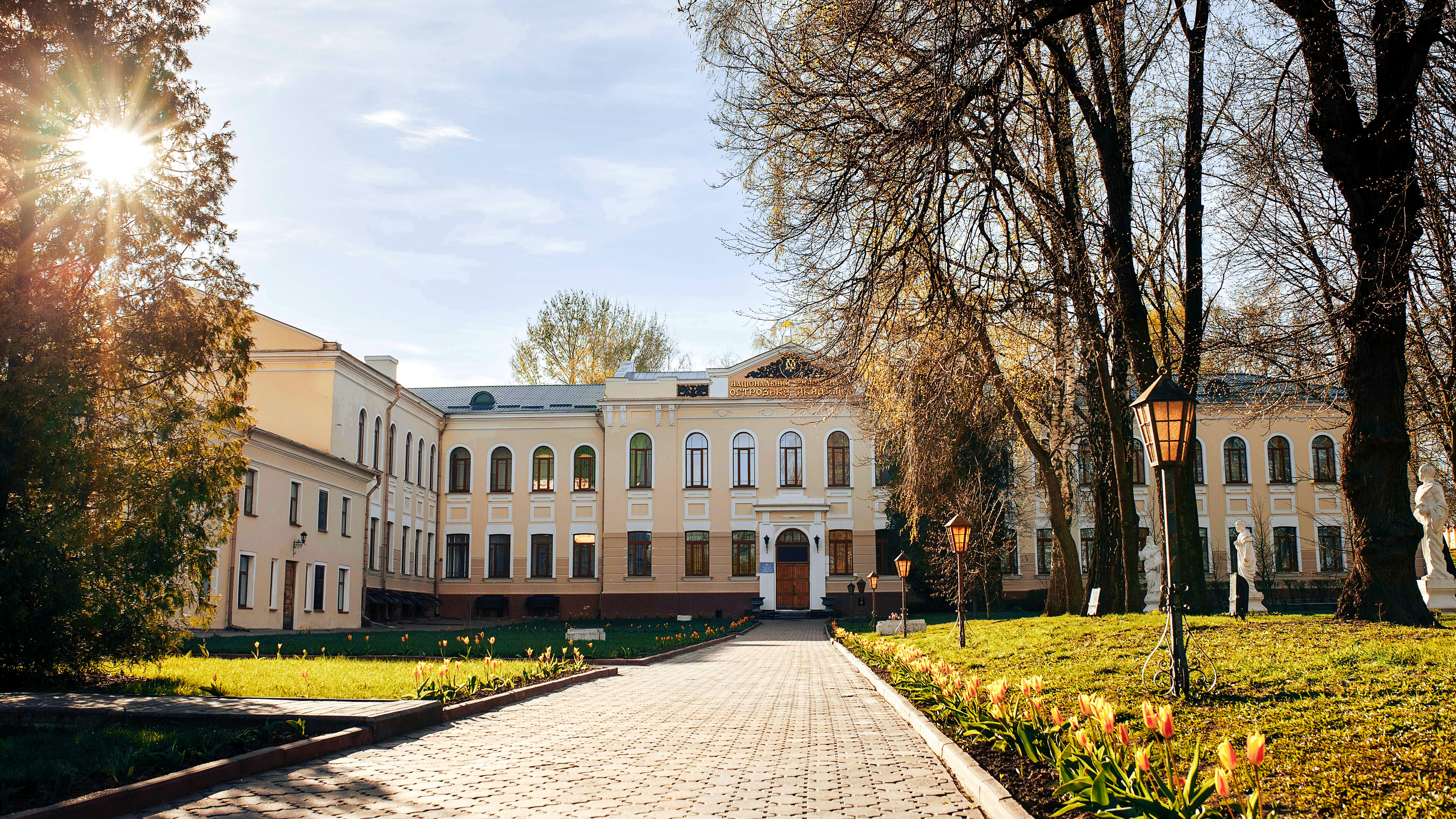
Староадемічний корпус Острозької академії

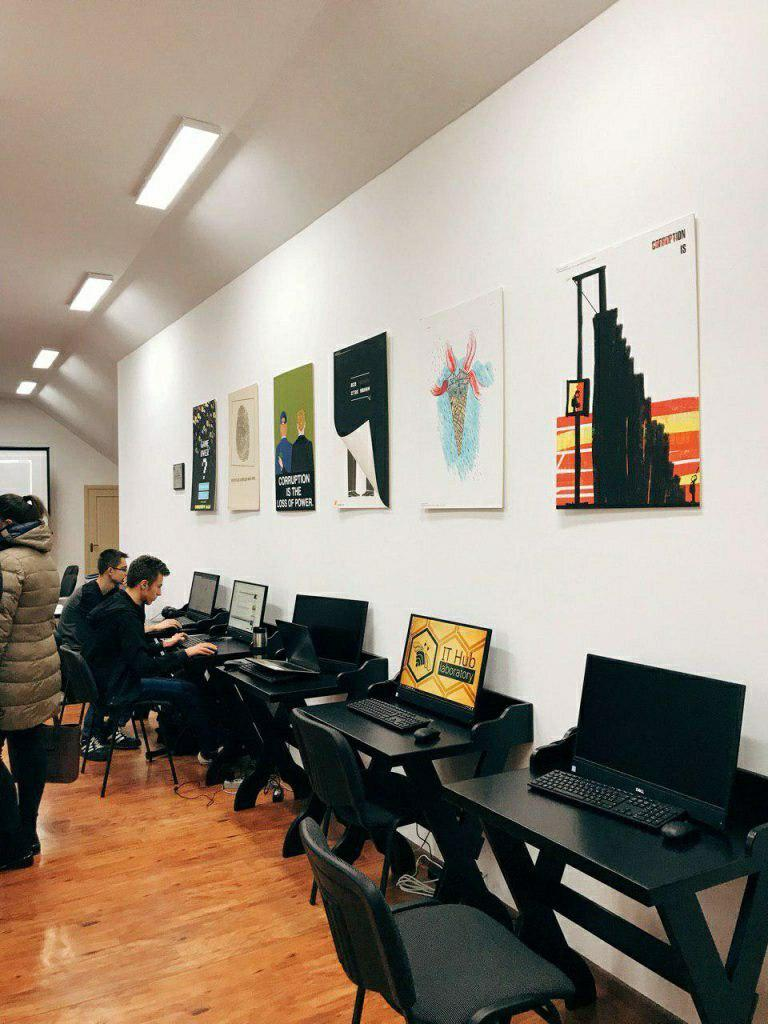
IT-Hub

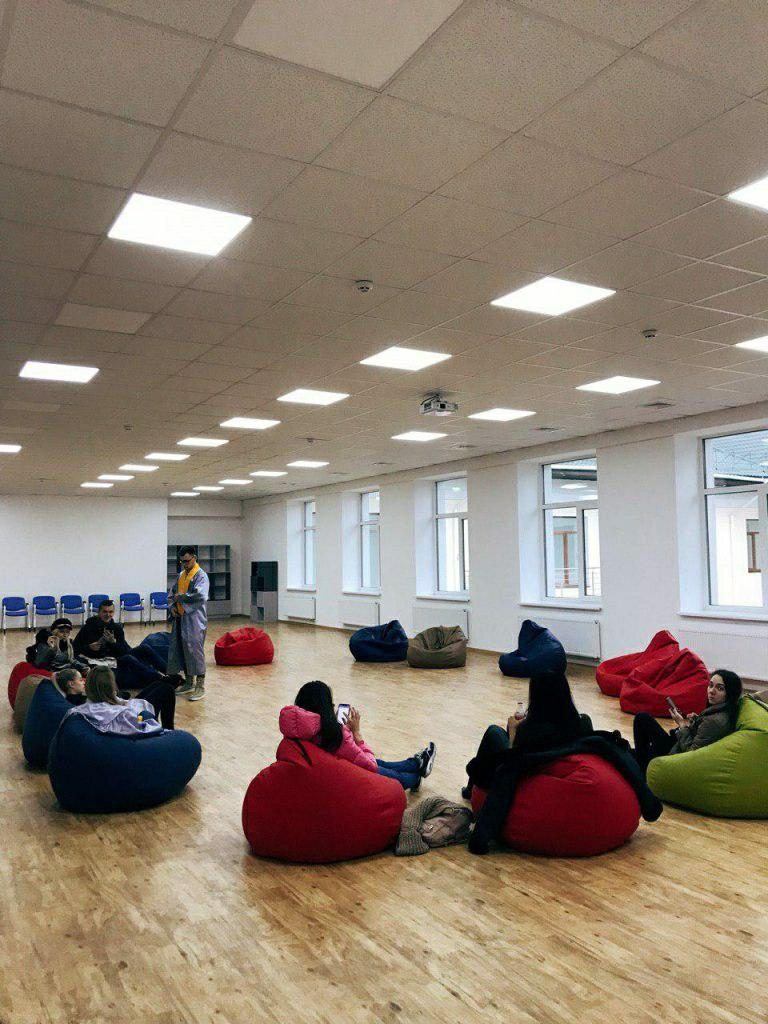
Авдиторія в новому корпусі

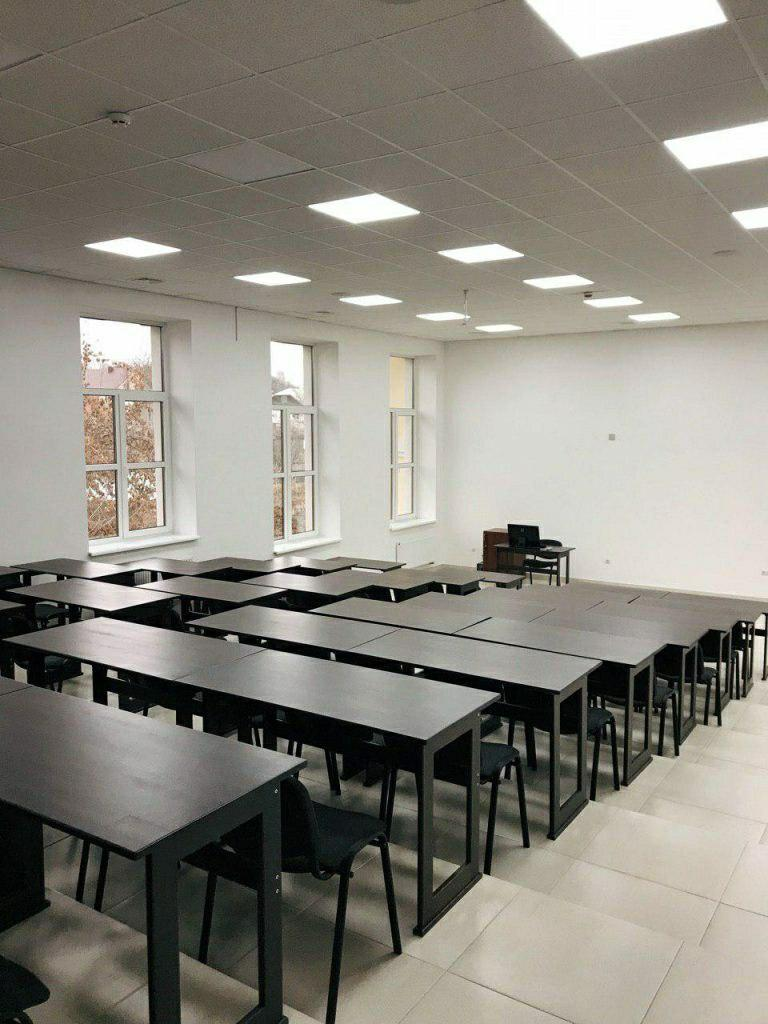
Авдиторія в новому корпусі

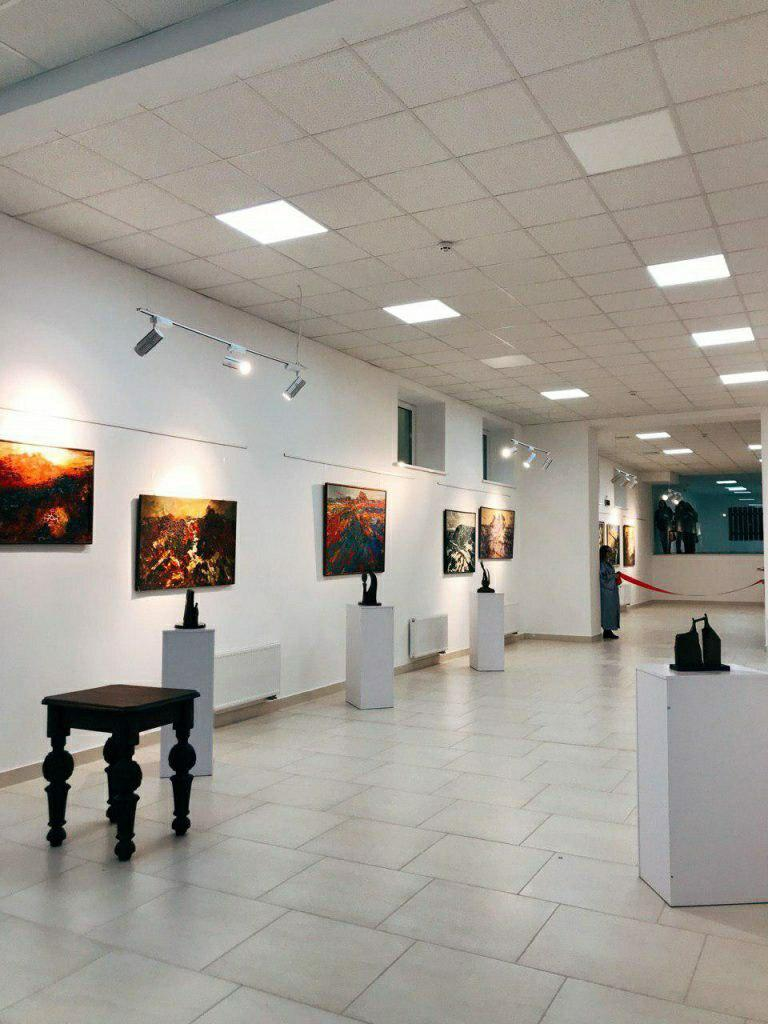
Арткластер

За наказом президента України від 12 квітня 1994 року розпочалося відродження Острозької академії, а за наказом від 30 жовтня 2000 року університету «Острозька академія» було надано статус національного. Університет має взірцеву репутацію як в Україні, так і за її межами — діяльність Острозької академії в 1999 році було відзначено XXVII Міжнародним призом «За якість», що вручався в Парижі. 22 червня 2007 року на базі Острозької академії за участю Президента України було відкрито віртуальну наукову бібліотеку.
У 2009 році Кабінет Міністрів України надав Острозькій академії статус самоврядного дослідницького ВНЗ. Указом Президента України від 19 серпня 2009 року ректорові Національного університету «Острозька академія» професору Ігорю Пасічнику присвоєно звання Героя України за визначні особисті заслуги перед Україною у збереженні та примноженні національної освітянської спадщини.
21 жовтня 2010 року Острозька академія була прийнята асоційованим членом Європейської асоціації університетів, а 7 грудня 2014 року НаУОА став співзасновником Східноєвропейської мережі університетів.
Університет постійно відвідують видатні діячі сучасності, зокрема візити до Острозької академії здійснили Президенти України Леонід Кравчук, Леонід Кучма, Віктор Ющенко, Петро Порошенко та Володимир Зеленський, Прем'єр-Міністр України Арсеній Яценюк, посол Польщі в Україні Яцек Ключковський, посол Канади в Україні Роман Ващук, письменники та поети — Сергій Жадан, Любко Дереш, брати Капранови, Андрій Любка, літературне угруповання Бу-Ба-Бу.
17 червня 2011 року у рамках Року української пісні, що проголошено в Національному університеті «Острозька академія», та щорічного культурно-спортивного свята «Рекреація» спудеї університету встановили рекорд на найбільше письмове вшанування історії української пісні, який ввійшов до «Книги рекордів України».
1 жовтня 2013 року Острозька академія вже вдруге потрапила до Книги рекордів України. У рамках святкування Дня університету студенти, викладачі та гості свята організували «Поетичний марафон на основі творчості Тараса Шевченка» — 2 100 учасників акції одночасно читали вірші великого Кобзаря.
20 лютого по 10 березня 2014 року у Національному університеті «Острозька академія» тривала безпрецедентна акція світової значущості — безперервне читання поезії генія українського народу. Спочатку цей унікальний захід приурочували до 200-річчя з Дня народження Тараса Григоровича Шевченка. Однак напередодні марафону студенти університету одноголосно вирішили присвятити акцію жертвам протистоянь в Україні.

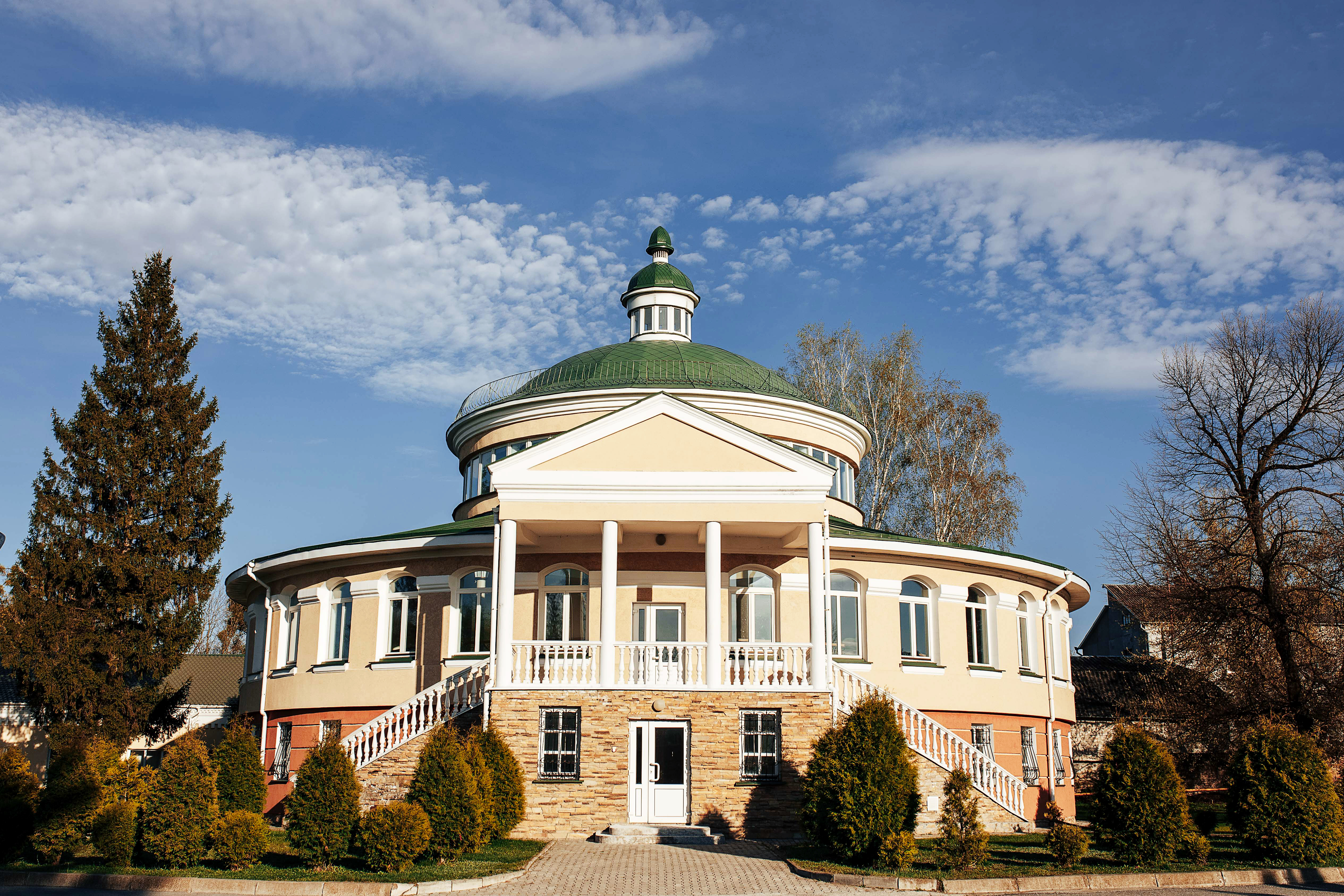
Наукова бібліотека Національного університету «Острозька академія»

20 квітня 2014 року підрозділи університету за участі кандидата у президенти Петра Порошенка посадили Алею мудрості. Відтепер на території академії ростимуть 200 нових дерев.
Острозька академія — єдиний український виш, який двічі потрапив у Книгу рекордів Гіннеса і здобуття номінації «Найдовший марафон читання».
1 листопада 2016 року Острозька академія у Книзі рекордів України вже вп'яте.
27 жовтня 2016 року Президент України Петро Порошенко відкрив першу чергу новозбудованого корпусу Острозької академії у центрі Острога та тріумфальну арку, споруджену на честь Острозької Біблії, а також взяв участь в урочистостях, присвячених 440-річчю Острозької академії.

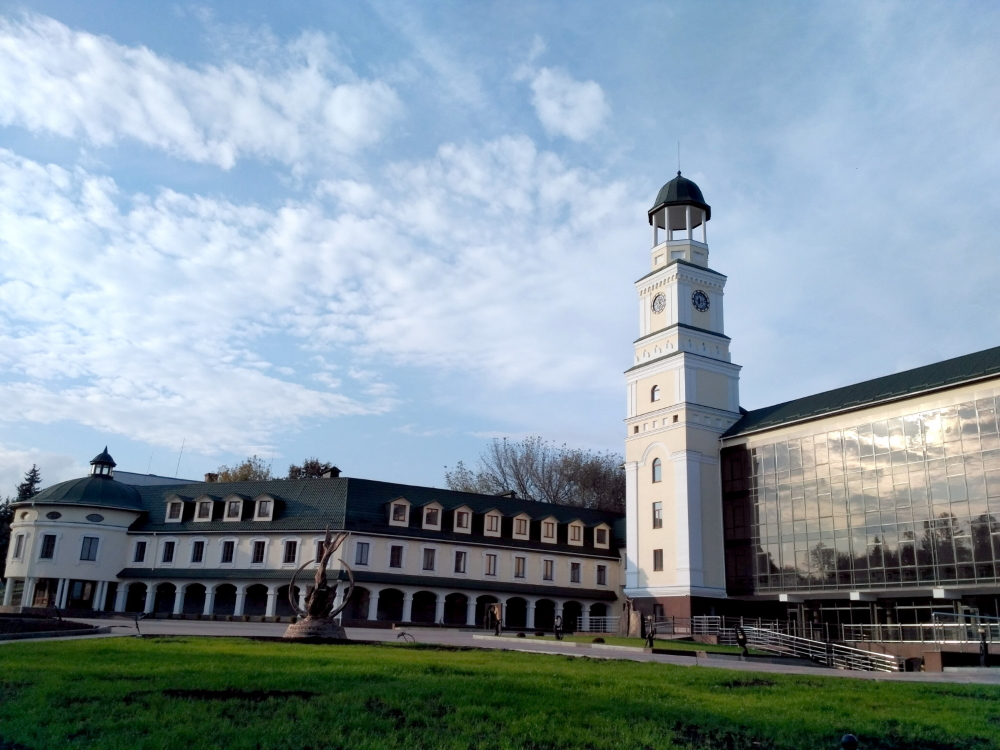
Новоадемічний корпус Острозької академії

25 листопада 2016 року відвідала Міністр освіти і науки України Лілія Гриневич. Вона взяла участь у підсумкових урочистостях, присвячених 440-річчю з часу заснування вишу.
В 2019 році за підтримки УКФ відбулося святкування 25 річчя відродження Острозької академії, а також відкриття нового корпусу.

11 листопада 2021 року на відкритті міжнародного форуму приуроченому 455-річчю Острозької академії з вітальним словом виступив Міністр освіти і науки України Сергій Шкарлет

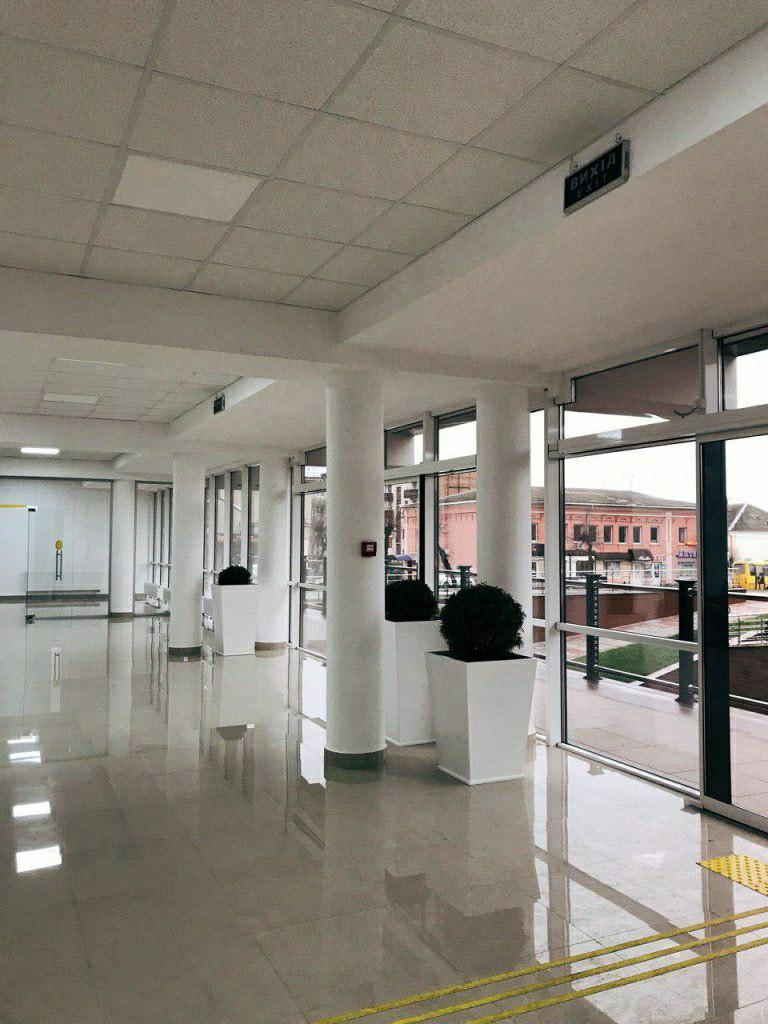
Хол нового корпусу

## Факультети та інститути
Навчально-науковий інститут соціально-гуманітарного менеджменту
Навчально-науковий інститут лінгвістики
Економічний факультет
Навчально-науковий інститут права ім. Іоанникія Малиновського
Навчально-науковий інститут міжнародних відносин та національної безпеки
Навчально-науковий центр заочно-дистанційного навчання

## Інститути

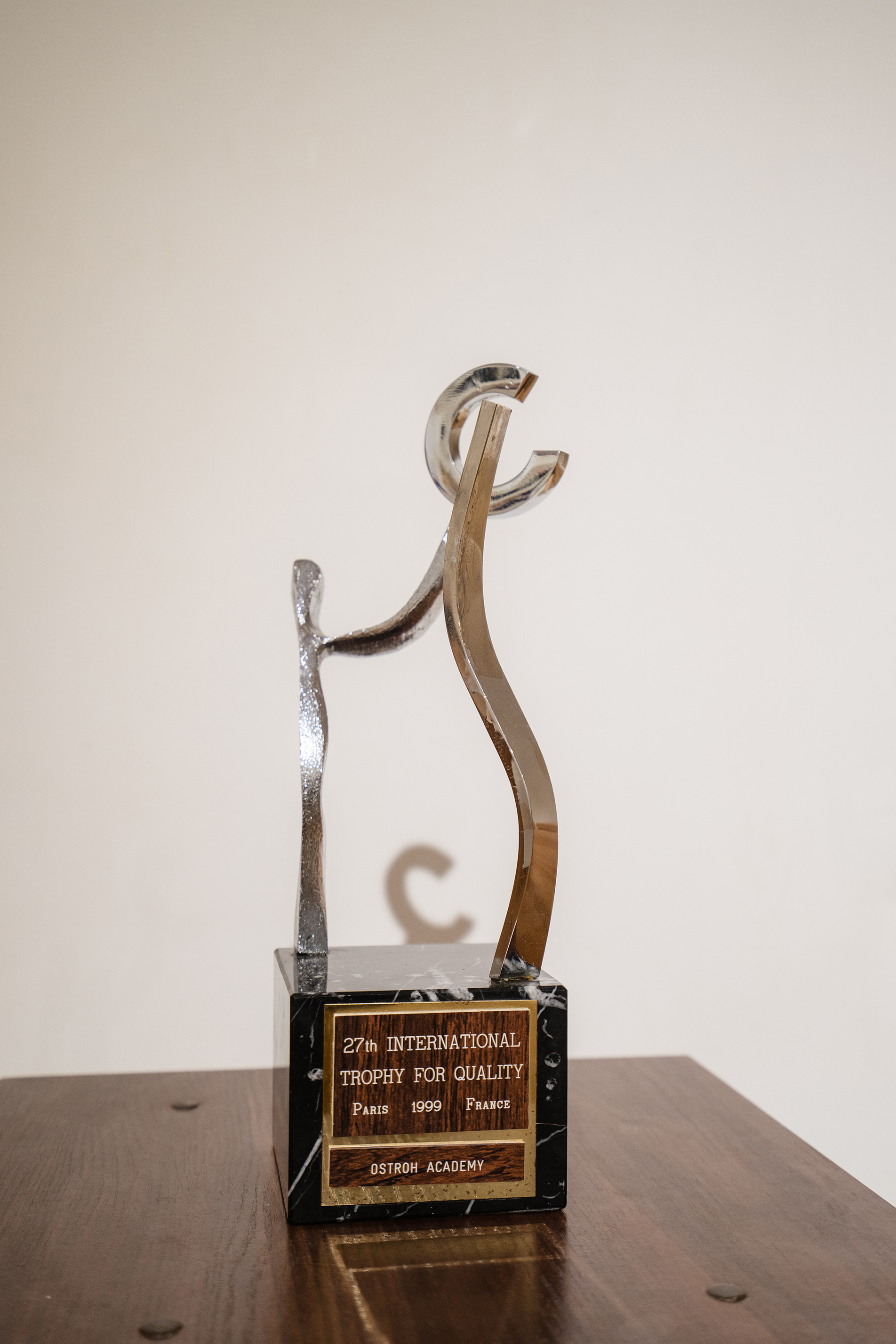
27-й міжнародний приз «За якість», 1999 рік, нагородження в Парижі за високу якість навчальних технологій

### НДЦ «Інститут досліджень української діаспори імені професора Любомира Винара»
Інститут досліджень української діаспори (Institute for the Ukrainian Diaspora Studies) (далі — Інститут) діє як структурний підрозділ Національного університету «Острозька академія» з січня 2002 року. Ідея належала відомому українському вченому зі США проф. Любомиру Роману Винару, яку зі щирим розумінням підтримав ректор Академії проф. Ігор Демидович Пасічник. У 2017 р. Інститут було перейменовано на Науково-дослідний центр «Інститут досліджень української діаспори імені професора Любомира Винара» (НДЦ ІДУД).
Метою діяльності Інституту є вивчення життя, діяльності, творчого й наукового доробку українців, які проживають поза межами рідного краю, а також розширення й поглиблення наукових та культурних зв'язків із українською громадськістю поза межами України.
Напрями діяльності Інституту:

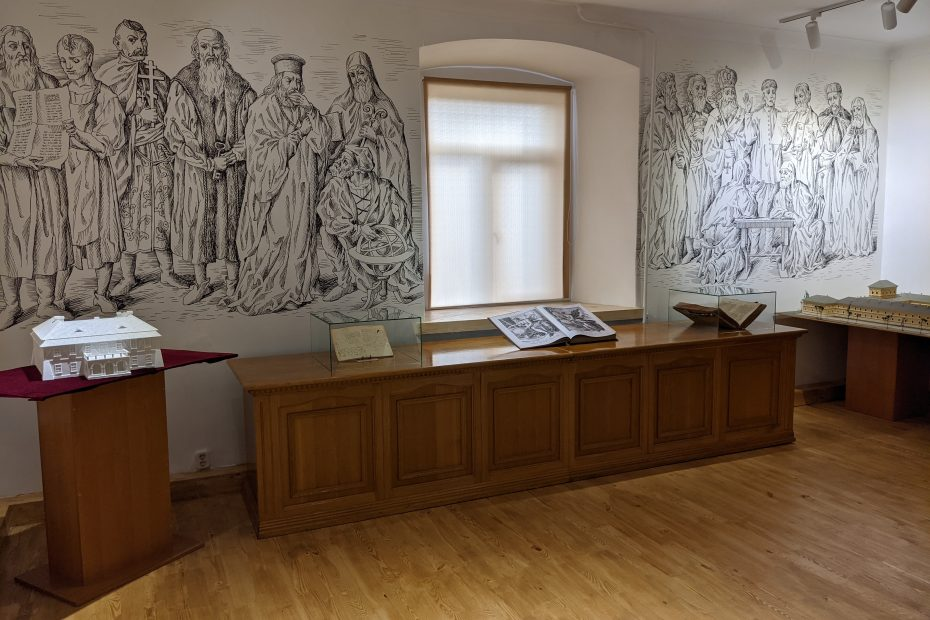
Музей історії Острозької академії https://museum.oa.edu.ua/

- опрацювання наукових проблем, пов'язаних із вивченням різних аспектів життя закордонного українства;
- видання наукових збірників, монографічних та довідникових видань з діаспоріани, перевидання праць видатних українських вчених закордоння;
- розробка навчальних програм і університетських лекційних курсів, пов'язаних з різними аспектами життя та діяльності світового українства;
- опрацювання навчальних посібників для середньої та вищої школи;
- організація та проведення наукових конференцій і семінарів;
- сприяння у запрошенні вчених з діаспори для викладання в Національному університеті «Острозька академія»;
- співпраця з українськими науковими установами та університетами у вивченні проблем, пов'язаних із життям та діяльністю закордонного українства;
- формування наукової бібліотеки й архіву.

Відповідно до рішення вченої ради від 24 лютого 2006 р. 12 жовтня того ж року в НаУОА відкрито першу в Україні кафедру історії української діаспори.

### Інститут практичної психології та психотерапії
Інститут практичної психології та психотерапії є структурним підрозділом Національного університету «Острозька академія».   Розпочав свою діяльність у 2015 році. Створений з метою підготовки психологів, як практиків що вміють здійснювати допомогу у вирішенні психологічних проблем. Особлива увага приділяється навчанню і підвищенню кваліфікації спеціалістів, які проводять психосоціальну реабілітацію осіб, які пережили кризову ситуацію.
- Інститут права та правосуддя ім. І. Малиновського[13]
- Інститут соціальних досліджень[14]

## Відділ міжнародних зв'язків
Відділ міжнародних зв'язків Національного університету «Острозька академія» активно проводить діяльність, направлену на розвиток міжнародних відносин з зарубіжними навчальними закладами, науково-дослідними закладами, іноземними освітніми організаціями та фундаціями.
До основних напрямів діяльності Відділу міжнародних зв'язків НаУОА належать:
- встановлення та підтримання зв'язків з іноземними освітніми та науковими установами, видатними політичними і науковими діячами, відомими вченими, професорами, лекторами та іншими іноземцями, що можуть зробити свій внесок у розвиток Університету;
- організація та супровід процесу укладання угод з міжнародного співробітництва;
- організація академічних стажувань між викладачами, аспірантами, студентами у ВНЗ — партнерах Національного університету «Острозька академія», залучення вчених університету до міжнародних наукових заходів, які проводять іноземні партнери.
- заохочення викладачів та співробітників до підготовки до наукових та освітній проєктів. Залучення професорсько-викладацького складу до діючих проєктів з метою кращого впровадження їх практичних результатів у повсякденну діяльність Університету;
- пошук та розширення можливих міжнародних контактів, необхідних для наукової, науково-практичної та навчально-методичної роботи Університету;
- надання інформації за межі України про можливості навчання та роботи в Університеті;
- візова підтримка делегацій університету;
- координація співробітництвами з міжнародними фондами та організаціями у напрямку науково-дослідницьких грантів, що мають за ціль фінансування навчальних програм та розвиток наукової бази Університету;
- поширення інформації про обмінні програми та проведення консультаційної роботи;
- сприяння академічній мобільності студентів НаУ «ОА» та надання їм можливості підвищення кваліфікації в обраній ними галузі закордоном;
- залучення іноземних спеціалістів та студентів до навчального процесу.

|                                      |  |  |
| Пам'ятна монета "Острозька академія" |  |  |

## Студентські проєкти[16]
- Молодіжна секція Наукового товариства історії дипломатії та міжнародних відносин
- АСП (Асоціація Спудеїв Політологів)

### Аналітичний центр «Школа політичної аналітики „Поліс“»[17]
З ініціативи студентів у 2001 році був створений студентський політологічний клуб «Поліс», у вересні 2006 р. реорганізований у студентсько-викладацьку науково-дослідну лабораторію і громадську організацію "Школа політичної аналітики «Поліс». З 2019 року «Школа політичної аналітики „Поліс“» — це аналітичний центр НаУОА, діяльність якого спрямована на те, щоб інтегрувати науковий та експертний потенціал університету з метою продукування якісних досліджень. Аналітичний центр проводить дослідження, результати яких сприяють впровадженню рішень на основі доказів (evidence-based decision-making) та даних (data-based decision-making) в процесі вироблення та реалізації публічної політики. Візія — суттєво покращений рівень вироблення рішень через підвищення ролі аналітичного центру в процесі вироблення та реалізації публічної політики.

### Товариство «Академік»[18]
Студентське наукове товариство «Академік» Національного університету «Острозька академія» — це орган студентського самоврядування, що об'єднує студентів, аспірантів та інших осіб, зацікавлених у розвитку наукової роботи, та сприяє розвитку науки в академічному середовищі. Було створене у 1997 році в межах студентської ГО «Братство спудеїв». Основне завдання СНТ «Академік» — забезпечення захисту прав та інтересів осіб, зокрема в питаннях наукової діяльності, підтримки наукових ідей, інновацій та обміну знаннями. Підсумком наукової роботи товариства є щорічні науково-звітні конференції, де презентуються розробки на актуальні теми, пов'язані з історією, економікою, юриспруденцією, політологією, філософією, порушуються проблемні питання у галузі української та іноземної філології.

### Студентське радіо «OSTRADIO»
Студентське радіо «ОстРадіо» задумане ініціативною групою студентів при підтримці PR-відділу, спрямоване на запуск та розвиток нового типу ЗМК студентства Острозької академії та максимального використання потенціалу Інтернету. Радіо введене в дію за підтримки адміністрації університету у 2009 році. Проєкт орієнтований на молодих, активних та зацікавлених в інтелектуальному розвитку людей, адже під час свого ефіру студентське радіо пропонує увазі слухачів безліч розважальних та науково-пізнавальних програм.

### Науковий блог[19]
Науковий блог — це інтернет-проєкт наукового спрямування. За допомогою цього ресурсу викладачі та студенти  мають можливість публікувати свої наукові дослідження. Проєкт має на меті підтримання потужного науково-дослідницького осередку, сприяння науковій діяльності студентів, акумуляція різних поглядів щодо конкретних проблем науки за допомогою коментування.

### Наукове товариство студентів та аспірантів імені Олександра Оглоблина[20]
Наукове товариство студентів і аспірантів імені Олександра Оглоблина було створене у 2000 році на гуманітарному факультеті. Діяльність Товариства базується на проведенні регулярних секційних засідань, організації студентсько-аспірантських наукових конференцій, виданні збірників студентських наукових праць. Крім того, Товариство організовує всеукраїнські наукові конкурси серед учнівської та студентської молоді; науково-методичні заходи для педагогічних працівників закладів загальної середньої та позашкільної освіти України. Товариство популяризує наукову діяльність у студентських колах та сприяє залученню студентів до науково-дослідницької роботи, участі їх у різноманітних заходах на базі НаУОА та за її межами. Дослідження секцій стосуються історії України, історіографії та джерелознавства, історії закордонного українства, історії порцеляни, історії мистецтва, дослідження Острогіани та Волиніани, країнознавства та міжнародного туризму, міжнародних відносин.

### Культурно-мистецький центр[22]
Культурно-мистецький центр (КМЦ) в Острозькій академії був створений 1995 року з ініціативи студентів та керівництва університету з метою зробити навчально-виховний процес насиченим мистецькими акціями та культурними заходами. Культурно-мистецький центр орієнтує студентську молодь на розвиток естетичних та мистецьких смаків, моральних якостей, творчих здібностей, самоствердження кожного як яскравої індивідуальності. Культурно-мистецький центр був одним з організаторів низки загальноуніверситетських акцій, що занесені до Книги рекордів України («Найбільше письмове вшанування історії української пісні», "«Поетичний марафон до 200-річчя з дня народження Тараса Шевченка» та інших), та Книги рекордів Гіннеса за проведення безперервного 456-годинного марафону читання поезії Тараса Шевченка до його 200-літнього ювілею.

### Журналістська лабораторія «J.Lab»[23]
Лабораторія нових медіа J.Lab була створена в жовтні 2014 року з метою розвитку досліджень у галузі нових медіа, підвищення рівня суміжних знань та навичок у студентів НаУОА. Пріоритетними напрямками діяльності Лабораторії є підтримка студентських медійних проєктів, медіаосвітня діяльність та діяльність, спрямована на розвиток критичного мислення. Поряд з тим, не останнім пріоритетом діяльності лабораторії є активне сприяння розвитку громадянського суспільства засобами нових медіа.

### Юридична клініка «Pro Bono»[24]
Юридична клініка «Pro bono» (від лат. — «заради добра») — спільний проект Благодійного Фонду «Правничі ініціативи» і Національного університету «Острозька академія». Є однією з найперших юридичних клінік в Україні, адже створена ще у 2000 році. Майже від початку свого утворення і дотепер клініка займає одну з передових позицій в Україні. Студенти-правники мають можливість приєднатись до роботи ЮК на початку другого курсу і завершують своє навчання під час випуску на четвертому році навчання, отримуючи Свідоцтва та детальні персональні характеристики щодо своїх активностей. Саме тут перед Вами відкривається можливість закріпити теоретичні та здобути практичні знання у сфері права.

### Молодіжна секція Наукового товариства історії дипломатії та міжнародних відносин[25]
Молодіжна секція Наукового товариства історії дипломатії та міжнародних відносин (далі МС НТІДМВ) була створена 13 грудня 2017 року. На момент заснування студентська спілка була першою на теренах України Молодіжною секцією НТІДМВ. Секція об'єднує молодь, зацікавлену у вивченні сфери зовнішніх зносин, історії розвитку дипломатичної служби нашої держави та актуальних питань сучасної зовнішньополітичної діяльності України.

## Люди, пов'язані з академією

### Фундатори
- Гальшка Острозька (1539—1582) — княжна, племінниця Василя-Костянтина Острозького, фундаторка академії.
- Костянтин Василь II Острозький (1526—1608) — фундатор академії, князь (син Острозького Костянтина Івановича), український магнат, воєвода київський, маршалок Волинський, політичний і культурний діяч, один з найзаможніших і найвпливовіших магнатів Речі Посполитої.
- Іван Федорович (1510—1530 (бл. 1520)–1583) — діяч східнослов'янської культури, її перший відомий по імені типограф, гравер, ливарних справ майстер, засновник Острозької друкарні.

### Викладачі
Викладачі XVI—XVII століть:
- Никифор Парасхес Кантакузен (1537—1599) — церковний діяч, полеміст, випускник Падуанського університету, викладав в Острозькій академії.
- Христофор Філалет (2-а пол. 16 ст. — поч. 17 ст.) — автор одного з найвидатніших творів української літератури кінця XVI ст. під назвою «Апокрисис».
- Лаврентій Зизаній (1560-ті — після 1634) — український мовознавець, письменник, перекладач, педагог, богослов і церковний діяч.
- Герасим Смотрицький (? — 1594) — письменник і педагог з дрібної шляхетської родини з Поділля. Був писарем у Кам'янецькому старостві, 1576-го року запрошений князем Костянтином Острозьким до Острога, де став одним з передових діячів Острозького науково-літературного гуртка; з 1580 — перший ректор Острозької школи.
- Кирило Лукаріс (1572—1637, за іншими даними 1638) — православний церковний діяч, Патріарх Олександрійський (1602—1621) і Константинопольський (з 1621), викладач Острозької академії.
- Дем'ян Наливайко (? — 1627) — український православний церковний діяч і письменник, член Острозького культосвітнього осередку, придворний священик князя К.Острозького, викладач Острозької школи, брат Северина Наливайка, син кушніра.
- Іван (Ян) Лятош (близько 1539 — перед 1608) — польський медик, математик та астроном, професор Краківської академії. Доктор медицини. Викладач та декан астрономії Острозької академії.
- Діонісій Раллі Палеолог (? — близько 1620) — церковний та культурний діяч, митрополит (1600). Брав участь у підготовці Острозької Біблії. Один із організаторів антиосманского повстання на Балканах. Грек.
- Іван (Йов) Княгиницький (близько 1550—1621) — руський (український) церковно-освітній діяч, викладач Острозької школи, засновник Манявського скиту.
- Василь Суразький (сер. 50-х рр. XVI ст. — між 1604—1608) — український полемічний письменник, учасник Острозького науково-літературного гуртка.
- Андрій Римша (близько 1550 — після 1595) — білоруський поет-панегірист і перекладач, випускник Острозької академії.
- Клірик Острозький (2-а пол. 16 ст. — поч. 17 ст.) — нерозгаданий псевдонім українського письменника-полеміста. Закінчив Острозьку школу. Входив до науково-літературного гуртка викладачів академії.

Викладачі XX—XXI століть:
- Андрухович Юрій Ігорович (1960) — український письменник, перекладач, кандидат філологічних наук, викладає на спеціальності «Літературна творчість» у Національному університеті «Острозька академія».
- Атаманенко Алла Євгенівна — доктор історичних наук, професор, директор Інституту досліджень української діаспори, співредактор журналу «Український історик» (США, Європа, Канада, Австралія, Україна), член-кореспондент Української Вільної Академії Наук в США та Канаді, автор понад 150 наукових публікацій та книг «Термінологічний словник з історії мистецтва», «Українське Історичне Товариство: сорок років діяльности (1965 — 2005)» (співавтор Л. Винар).
- Глотов Олександр Леонідович (1953) — український літературознавець, журналіст. Член Національної спілки журналістів України (з 1992 року). Доктор філологічних наук, професор.
- Жуковський Василь Миколайович (1952) — доктор педагогічних наук, професор, завідувач кафедри англійської мови та літератури Національного університету «Острозька академія», настоятель студентсько-викладацького храму преп. Ф. Острозького НаУОА. Автор десятків праць із методики викладання іноземних мов, історії педагогіки України та США, проблем духовно-морального і морально-етичного виховання молоді. Під його керівництвом розроблено перший в Україні навчально-методичний комплекс з основ християнської етики.
- Зайцев Микола Олександрович — доктор філософських наук, професор, завідувач кафедри культурології та філософії.
- Ірванець Олександр Васильович (1961) — український письменник, викладач кафедри української мови і літератури Національного університету «Острозька академія».
- Карповець Максим В'ячеславович (1987) — український філософ, культуролог, кандидат філософських наук, доцент кафедри культурології та філософії, директор Навчально-наукового інституту соціально-гуманітарного менедженту НаУОА.
- Ковальський Микола Павлович (1929—2006) — український історик, джерелознавець, археограф і етнограф, д-р істор. н. (1984), проф. (1985), голова Острозького осередку Українського історичного товариства, засновник дніпропетровської школи джерелознавців. Народився в м. Острог у вчительській сім'ї, належав до відомого роду волинської інтелігенції та громадських діячів. Наукова бібліотека Національного університету «Острозька академія» отримала в дар унікальну колекцію книг Миколи Павловича Ковальського, передану його донькою Іриною Ковальською-Павелко. Це понад три тисячі унікальних за широтою тематики та ретроспекції видань. Окрім цього за роки роботи професора Ковальського в Академії було налагоджено зв'язки із українською науковою діаспорою, Микола Павлович щороку завдяки своїм зв'язкам поповнював фонди бібліотеки.
- Ковальчук Віталій Богданович (1970), доктор юридичних наук, завідувач кафедри теорії та історії держави і права Національного університету «Острозька академія».
- Колос Михайло (1953) — кандидат юридичних наук, доцент, суддя Конституційного Суду України, викладач Кафедри правосуддя та кримінально-правових дисциплін Інституту права імені І. Малиновського у, Національного університету «Острозька академія».
- Кралюк Петро Михайлович — проректор з наукової роботи, доктор філософських наук, професор, член спеціалізованої ради в Інстиуті філософії ім. Г. Сковороди, член редколегії журналу слов'янських філософів «Софія» (м. Ряшів, Польща), член Національної спілки письменників України.
- Криловець Анатолій Олександрович — кандидат філологічних наук, доцент кафедри української мови і літератури Національного університету «Острозька академія». Автор понад 45 наукових праць. Відмінник освіти України. Поет, член Національної спілки письменників України.
- Новоселецька Світлана Володимирівна — доцент кафедри, відзначена орденом княгині Ольги[26].
- Павлюк Ігор Зиновійович (1967) — український письменник, лауреат Народної Шевченківської премії, доктор наук із соціальної комунікації, провідний науковий співробітник Інституту літератури імені Тараса Шевченка НАН України, професор Національного університету «Острозька академія».
- Пасічник Ігор Демидович (1946) — ректор Національного університету «Острозька академія», доктор психологічних наук, професор кафедри психолого-педагогічних дисциплін, академік Міжнародної слов'янської академії наук та АН ВШ України, заслужений працівник народної освіти України, ветеран праці, почесний професор Віденського міжнародного університету, Герой України.
- Попелюшко Василь Олександрович (1951) — доктор юридичних наук, доцент, викладач, адвокат, директор Інституту права ім. І. Малиновського Національного університету «Острозька академія».
- Руденко Ольга Мстиславівна — доктор наук з державного управління, професор, директор Інституту глобальних стратегій управління Національного університету «Острозька академія», член Комісії з питань вищого державного корпусу України[27].
- Рудько Сергій Олексійович (1980) — кандидат історичних наук, доцент кафедри міжнародних відносин, завідувач кафедрою країнознавства Національного університету «Острозька академія», заступник декана факультету міжнародних відносин із навчально-виховної роботи.
- Трофимович Володимир Васильович — доктор історичних наук, професор кафедри історії ім. проф. М. П. Ковальського, член двох спеціалізованих рад із захисту дисертацій, автор близько 100 наукових праць.
- Раймо́нд (Роман) Павлович Турконяк (1949) — професор, доктор теології, завідувач кафедри богослов'я Острозької академії, лауреат Шевченківської премії, здійснив унікальний переклад Острозької Біблії сучасною українською мовою.
- Хом'як Іван Миколайович — доктор педагогічних наук, професор, завідувач кафедри української мови і літератури Національного університету «Острозька академія». Автор понад 100 наукових праць із проблем української лінгводидактики та культури мови.
- Цолін Дмитро Васильович —доктор філологічних наук, знавець староєврейської, івриту й арамейської мови, доцент кафедри міжнародної мовної комунікації НаУОА.
- Шевчук Дмитро Михайлович — доктор філософських наук, професор, проректор з науково-педагогічної роботи НаУОА.
- Штурхецький Сергій Володимирович (1977) — кандидат наук з державного управління, доцент кафедри журналістики. Автор понад 50 наукових праць, співавтор навчальних посібників із журналістської етики, безпеки журналістів. Заступник директора Інституту глобальних стратегій управління Національного університету «Острозька академія».
- Якубович Михайло Михайлович (1986) — кандидат історичних наук, український сходознавець, перекладач, дослідник доктринальної та філософської думки ісламського світу. Автор першого повного перекладу смислів Корану українською мовою з арабської, а також низки перекладів філософських та доктринальних праць ісламських мислителів. Дослідник релігійно-філософської спадщини Кримського ханства. Опублікував (у тому числі й у співавторстві) декілька монографій та понад 100 наукових розвідок в Україні та закордоном.

Див. також: Категорія:Випускники Острозької академії

### Випускники
Випускники XVI—XVII століть:
- Йов Борецький (1560—1631) — український церковний, освітній і політичний діяч, митрополит Київський, Галицький і всієї Русі. Випускник Острозької академії. Викладач і ректор Львівської братської школи, один із засновників і перший ректор Київської братської школи.
- Гаврило Дорофейович (близько 1570 — після 1624) — давньоукраїнський вчений, учитель і перекладач, випускник Острозької академії.
- Мелетій Смотрицький (1577—1633) — український мовознавець, праці якого вплинули на розвиток східнослов'янських мов; письменник, церковний і освітній діяч, випускник Острозької академії. Смотрицький є автором унікальної «Граматики слов'янської» (1619), що систематизувала церковнослов'янську мову.
- Петро Конашевич Сагайдачний (1582—1622) — український полководець та політичний діяч, гетьман Війська Запорозького, випускник Острозької академії.

Випускники XX—XXI століть:
- Баковецька (Рачковська) Ірина (нар. 1985) — українська поетеса, журналістка, композитор, виконавець пісень і громадська діячка.
- Булгак Павло (нар. 1983) — радник Міністра молоді і спорту України, радник Заступника Голови Верховної Ради України, громадський діяч, політолог і журналіст.
- Данилюк Ольга (нар. 1991) — головний редактор «Рівненської газети».
- Калинчук Анна (нар.1993) — в. о. директора департаменту з питань люстрації Міністерства юстиції України (2016), адвокатка АО «Міллер».
- Ковальчук Ярослав — старший аналітик із питань внутрішньої політики Міжнародного центру перспективних досліджень. Співпрацював із низкою видань в Україні та закордоном, зокрема з газетою «День» (Україна), «Свобода» (США) і «Новий Шлях» (Канада). Публікує матеріали на «Українській Правді».
- Рибачок Сергій (нар. 1977) — український політик, заступник голови Рівненської обласної організації ВО «Свобода», з 2 березня до 18 листопада 2014 — голова Рівненської ОДА.
- Романюк Роман — поет, журналіст «Української правди».
- Штурхецький Сергій (нар.1977) — журналіст, науковець, громадський діяч, депутат Рівненської обласної ради (2010—2015).
- Поліщук Володимир Анатолійович — відомий адвокат, голова Кваліфікаційно-дисциплінарної комісії адвокатури Київської області з 10.09.2016 року. Випускник 2004 року, правничий факультет, група П-62.
- Мудрак Олег Васильович — майор, командир 1-го батальйону окремого загону спеціального призначення НГУ «Азов» Національної гвардії України.
- Валерій Федорович Залужний — український військовик, генерал. Головнокомандувач Збройних Сил України.